# پاتریک پنتز
پاتریک پنتز (انگلیسی: Patrick Pentz؛ زادهٔ ۲ ژانویهٔ ۱۹۹۷) بازیکن فوتبال اهل اتریش است.
از باشگاه‌هایی که در آن بازی کرده‌است می‌توان به باشگاه فوتبال آستریا وین اشاره کرد.
وی همچنین در تیم‌های ملی فوتبال زیر ۱۹ سال، زیر ۲۱ سال و بزرگسالان اتریش بازی کرده‌است.